# Olympische Sommerspiele 2008/Teilnehmer (Kuba)
| Gelbes Symbol für Goldmedaillen mit stilisierten Olympischen Ringen | Graues Symbol für Silbermedaillen mit stilisierten Olympischen Ringen | Braundes Symbol für Bronzemedaillen mit stilisierten Olympischen Ringen |
| ------------------------------------------------------------------- | --------------------------------------------------------------------- | ----------------------------------------------------------------------- |
| 3                                                                   | 10                                                                    | 17                                                                      |

Kuba nahm 2008 zum 18. Mal an den Olympischen Sommerspielen teil. Insgesamt umfasste die Delegation bei den Olympischen Sommerspielen 2008 in Peking 165 Athleten in 16 Sportarten.
Der Fahnenträger Kubas war der Ringer Mijaín López.

## Medaillen

### Medaillenspiegel
| Medaillenspiegel Kuba | Medaillenspiegel Kuba | Medaillenspiegel Kuba        | Medaillenspiegel Kuba     | Medaillenspiegel Kuba     | Medaillenspiegel Kuba |
| Platz                 | Sportart              | Goldmedaille – Olympiasieger | Silbermedaille – 2. Platz | Bronzemedaille – 3. Platz | Gesamt                |
| --------------------- | --------------------- | ---------------------------- | ------------------------- | ------------------------- | --------------------- |
| 1                     | Leichtathletik        | 2                            | 1                         | 3                         | 6                     |
| 2                     | Ringen                | 1                            | –                         | 2                         | 3                     |
| 3                     | Boxen                 | –                            | 4                         | 4                         | 8                     |
| 4                     | Judo                  | –                            | 3                         | 3                         | 6                     |
| 5                     | Baseball              | –                            | 1                         | –                         | 1                     |
| 5                     | Radsport              | –                            | 1                         | –                         | 1                     |
| 7                     | Gewichtheben          | –                            | –                         | 3                         | 3                     |
| 8                     | Schießen              | –                            | –                         | 1                         | 1                     |
| 8                     | Taekwondo             | –                            | –                         | 1                         | 1                     |
| Total                 | Total                 | 3                            | 10                        | 17                        | 30                    |

### Medaillengewinner

#### Gold
| Name          | Sportart       | Kategorie                                   |
| ------------- | -------------- | ------------------------------------------- |
| Mijaín López  | Ringen         | Griechisch-Römisch Klasse bis 120 kg Männer |
| Yipsi Moreno  | Leichtathletik | Hammerwurf Frauen                           |
| Dayron Robles | Leichtathletik | 110 m Hürden Männer                         |

#### Silber
| Name                                  | Sportart       | Kategorie                             |
| ------------------------------------- | -------------- | ------------------------------------- |
| Yanet Bermoy                          | Judo           | Superleichtgewicht (bis 48 kg) Frauen |
| Anaysi Hernández                      | Judo           | Mittelgewicht (bis 70 kg) Frauen      |
| Yalennis Castillo                     | Judo           | Halbschwergewicht (bis 78 kg) Frauen  |
| Yoanka González Pérez                 | Radsport       | Punkterennen Frauen                   |
| Kubanische Baseballnationalmannschaft | Baseball       | Baseball Männer                       |
| Emilio Correa Bayeux                  | Boxen          | Mittelgewicht (bis 75 kg) Männer      |
| Carlos Banteur                        | Boxen          | Weltergewicht (bis 69 kg) Männer      |
| Andris Laffita Hernandez              | Boxen          | Fliegengewicht (bis 51 kg) Männer     |
| Yankiel León                          | Boxen          | Bantamgewicht (bis 54 kg) Männer      |
| Misleydis González                    | Leichtathletik | Kugelstoßen Frauen                    |

Am 1. September 2016 gab das Internationale Olympische Komitee bekannt, dass bei der Diskuswerferin Yarelys Barrios im Rahmen von Nachtests der Dopingproben der Olympischen Sommerspiele 2008 das verbotene Diuretikum Acetazolamid entdeckt wurde. Daraufhin wurde ihr die Silbermedaille aberkannt und der Ukrainerin Olena Antonowa zugesprochen.

#### Bronze
| Name               | Sportart       | Kategorie                                   |
| ------------------ | -------------- | ------------------------------------------- |
| Yordanis Arencibia | Judo           | Halbleichtgewicht (bis 66 kg) Männer        |
| Idalys Ortíz       | Judo           | Schwergewicht (über 78 kg) Frauen           |
| Óscar Brayson      | Judo           | Schwergewicht (über 100 kg) Männer          |
| Eglys Cruz         | Schießen       | Kleinkaliber Dreistellungskampf 50 m Frauen |
| Daynellis Montejo  | Taekwondo      | Klasse unter 49 kg Frauen                   |
| Yampier Hernández  | Boxen          | Halbfliegengewicht (bis 48 kg) Männer       |
| Yordenis Ugás      | Boxen          | Leichtgewicht (bis 60 kg) Männer            |
| Roniel Iglesias    | Boxen          | Halbweltergewicht (bis 64 kg) Männer        |
| Osmay Acosta       | Boxen          | Schwergewicht (bis 91 kg) Männer            |
| Ibrahim Camejo     | Leichtathletik | Weitsprung Männer                           |
| Yargelis Savigne   | Leichtathletik | Dreisprung Frauen                           |
| Leonel Suárez      | Leichtathletik | Zehnkampf Männer                            |
| Michel Batista     | Ringen         | Freistilringen (bis 96 kg) Männer           |
| Disney Rodríguez   | Boxen          | Superschwergewicht (bis 120 kg) Männer      |
| Yordanis Borrero   | Gewichtheben   | Klasse bis 69 kg Männer                     |
| Jadier Valladares  | Gewichtheben   | Klasse bis 85 kg Männer                     |
| Yoandry Hernández  | Gewichtheben   | Klasse bis 94 kg Männer                     |

## Teilnehmer nach Sportart

### Baseball
Silber 
| Spieler | Position |
| --- | --- |
| Ariel Pestano Yoandry Urguelles Alfredo Despaigne Luis Rodríguez Alexei Bell Yadier Pedroso Yonder Martinez Adiel Palma Luis Navas Giorbis Duvergel Alexander Malleta Eriel Sánchez Rolando Merino Héctor Olivera Michel Enríquez Yulieski Gurriel Vicyohandri Odelín Pedro Luis Lazo Eduardo Paret Norberto González Norge Luis Vera Frederich Cepeda Elier Sanchez Miguel La Hera | Catcher Outfield - Outfield Pitcher Infield Outfield Infield - Catcher Infield Pitcher Infield Pitcher Outfield - |

### Bogenschießen
- Juan Carlos Stevens
Männer, Einzel

### Boxen
- Yampier Hernández
Männer, Halbfliegengewicht (bis 48 kg): Bronze
- Andry Laffita
Männer, Fliegengewicht (bis 51 kg): Silber
- Yankiel León
Männer, Bantamgewicht (bis 54 kg): Silber
- Idel Torriente
Männer, Federgewicht (bis 57 kg)
- Yordenis Ugás
Männer, Leichtgewicht (bis 60 kg): Bronze
- Roniel Iglesias
Männer, Halbweltergewicht (bis 64 kg): Bronze
- Carlos Banteur
Männer, Weltergewicht (bis 69 kg): Silber
- Emilio Correa Bayeux
Männer, Mittelgewicht (bis 75 kg): Silber
- Osmay Acosta
Männer, Schwergewicht (bis 91 kg): Bronze
- Robert Alfonso
Männer, Superschwergewicht (über 91 kg)

### Fechten
- Misleydis Compañy
Frauen, Florett Einzel
- Mailyn González
Frauen, Säbel Einzel

### Gewichtheben
| Männer                | Männer                     |
| --------------------- | -------------------------- |
| Sergio Álvarez Boulet | Klasse bis 56 kg           |
| Lázaro Maikel Ruíz    | Klasse bis 62 kg           |
| Yordanis Borrero      | Klasse bis 69 kg (Bronze ) |
| Iván Cambar           | Klasse bis 77 kg           |
| Jadier Valladares     | Klasse bis 85 kg (Bronze ) |
| Yohandris Hernandez   | Klasse bis 94 kg (Bronze ) |

### Judo
| Männer             | Männer                         | Männer |
| ------------------ | ------------------------------ | ------ |
| Yosmani Piker      | Superleichtgewicht (bis 60 kg) |        |
| Yordanis Arencibia | Halbleichtgewicht (bis 66 kg)  | Bronze |
| Ronald Girones     | Leichtgewicht (bis 73 kg)      |        |
| Oscar Cárdenas     | Halbmittelgewicht (bis 81 kg)  |        |
| Asley González     | Mittelgewicht (bis 90 kg)      |        |
| Oreidis Despaigne  | Halbschwergewicht (bis 100 kg) |        |
| Óscar Brayson      | Schwergewicht (über 100 kg)    | Bronze |

| Frauen             | Frauen                         | Frauen |
| ------------------ | ------------------------------ | ------ |
| Yanet Bermoy       | Superleichtgewicht (bis 48 kg) | Silber |
| Yagnelis Mestre    | Halbleichtgewicht (bis 52 kg)  |        |
| Yurisleidy Lupetey | Leichtgewicht (bis 57 kg)      |        |
| Driulis González   | Halbmittelgewicht (bis 63 kg)  |        |
| Anaysi Hernández   | Mittelgewicht (bis 70 kg)      | Silber |
| Yalennis Castillo  | Halbschwergewicht (bis 78 kg)  | Silber |
| Idalys Ortíz       | Schwergewicht (über 78 kg)     | Bronze |

### Kanu

#### Kanurennen
| Männer               | Männer                 |
| -------------------- | ---------------------- |
| Aldo Pruna           | Einer-Canadier 500 m   |
| Aldo Pruna           | Einer-Canadier 1000 m  |
| Karel Aguilar        | Zweier-Canadier 500 m  |
| Serguey Torres       | Zweier-Canadier 500 m  |
| Karel Aguilar        | Zweier-Canadier 1000 m |
| Serguey Torres       | Zweier-Canadier 1000 m |
| Jorge Antonio García | Einer-Kajak 500 m      |
| Jorge Antonio García | Einer-Kajak 1000 m     |

### Leichtathletik
| Disziplin      | Männer                                                                          | Frauen                                                    |
| -------------- | ------------------------------------------------------------------------------- | --------------------------------------------------------- |
| 100 m          |                                                                                 | Virgen Benavides                                          |
| 200 m          | Michael Herrera                                                                 | Roxana Díaz                                               |
| 400 m          | William Collazo                                                                 |                                                           |
| 800 m          | Andy González                                                                   | Zulia Calatayud                                           |
| 100 m Hürden   |                                                                                 | Yenima Arencibia                                          |
| 110 m Hürden   | Dayron Robles (Gold )                                                           |                                                           |
| 4 × 400 m      | Omar Cisneros William Collazo Yasmany Coppelo Yunior Diaz                       | Zulia Calatayud Susana Clement Roxana Díaz Indira Terrero |
| Stabhochsprung | Lázaro Borges                                                                   | Yarisley Silva                                            |
| Weitsprung     | Ibrahim Camejo (Bronze )                                                        |                                                           |
| Dreisprung     | Arnie David Giralt (4.) Hector Fuentes (12.) Alexis Copello (Q) Yasmany Copello | Mabel Gay Yargelis Savigne ()                             |
| Speerwurf      | Anier Boué                                                                      | Maria de la Caridad Alvarez Yanet Cruz                    |
| Diskuswurf     | Jorge Fernández                                                                 | Yarelys Barrios (Silber ) Yania Ferrales                  |
| Kugelstoßen    |                                                                                 | Yumileidi Cumbá Misleydis González (Silber )              |
| Hammerwurf     |                                                                                 | Yunaika Crawford Yipsi Moreno (Gold )                     |
| Zehnkampf      | Leonel Suárez (Bronze ) Yordani García (15.)                                    |                                                           |

### Moderner Fünfkampf
Männer:
- Yaniel Velazquez

### Radsport

#### Bahn
| Frauen                | Frauen       | Frauen |
| --------------------- | ------------ | ------ |
| Lisandra Guerra       | Sprint       |        |
| Yoanka González Pérez | Punkterennen | Silber |

#### Straße
| Männer            | Männer        |
| ----------------- | ------------- |
| Pedro Pablo Pérez | Straßenrennen |
| Frauen            |               |
| Yumari González   | Straßenrennen |

### Ringen
| Männer Freistil               | Männer Freistil                        | Männer Freistil |
| ----------------------------- | -------------------------------------- | --------------- |
| Maikel Antonio Pérez González | Klasse bis 55 kg (Bantamgewicht)       |                 |
| Yandro Quintana               | Klasse bis 60 kg (Federgewicht)        |                 |
| Geandry Garzón Caballero      | Klasse bis 66 kg (Leichtgewicht)       |                 |
| Iván Fundora                  | Klasse bis 74 kg (Weltergewicht)       |                 |
| Reineris Sala Pérez           | Klasse bis 84 kg (Mittelgewicht)       |                 |
| Michel Batista                | Klasse bis 96 kg (Schwergewicht)       | Bronze          |
| Disney Rodríguez              | Klasse bis 120 kg (Superschwergewicht) | Bronze          |

| Männer Griechisch-Römisch | Männer Griechisch-Römisch              | Männer Griechisch-Römisch |
| ------------------------- | -------------------------------------- | ------------------------- |
| Yagnier Hernández Silver  | Klasse bis 55 kg (Bantamgewicht)       |                           |
| Roberto Monzón            | Klasse bis 60 kg (Federgewicht)        |                           |
| Alain Milian Burgos       | Klasse bis 66 kg (Leichtgewicht)       |                           |
| Yunior Estrada Falcon     | Klasse bis 84 kg (Mittelgewicht)       |                           |
| Mijaín López              | Klasse bis 120 kg (Superschwergewicht) | Gold                      |

### Rudern
| Männer            | Männer                      |
| ----------------- | --------------------------- |
| Eyder Batista     | Leichtgewichts-Doppelzweier |
| Yunior Pérez      | Leichtgewichts-Doppelzweier |
| Yoennis Hernández | Doppelvierer                |
| Ángel Fournier    | Doppelvierer                |
| Yuleidys Cascaret | Doppelvierer                |
| Janier Concepcion | Doppelvierer                |
| Frauen            |                             |
| Maira Gonzalez    | Einer                       |
| Ismaray Marrero   | Leichtgewichts-Doppelzweier |
| Yaima Velázquez   | Leichtgewichts-Doppelzweier |

### Schießen
Männer:
- Eliecer Perez Exposito
Luftgewehr 10 Meter, Kleinkaliber liegend 50 Meter, Kleinkaliber Dreistellungskampf 50 Meter
- Leurir Pupo Requejo
Schnellfeuerpistole 25 Meter

Frauen:
- Eglys Cruz
Luftgewehr 10 Meter, Kleinkaliber Dreistellungskampf 50 m: Bronze

### Taekwondo
Männer:
- Gessler Viera
Klasse bis 68 kg
- Ángel Matos
Klasse ab 80 kg

Frauen:
- Daynellis Montejo
Klasse unter 49 kg: Bronze

### Volleyball

#### Beachvolleyball
| Frauen                | Frauen |
| --------------------- | ------ |
| Milagros Crespo       | Team 1 |
| Imara Esteves Ribalta | Team 1 |
| Dalixia Fernández     | Team 2 |
| Tamara Larrea         | Team 2 |

#### Hallenvolleyball
Frauen:
- Rachel Sánchez
- Dimi Ramírez
- Yusidey Silie
- Yusleinis Herrera
- Rosir Calderón
- Zoila Barros
- Kenia Carcacés
- Yumilka Ruiz
- Nancy Carrillo
- Yanelis Santos
- Yaima Ortiz
- Liana Mesa

### Wasserspringen
Männer:
- Jorge Betancourt
Kunstspringen 3 m
- Jorge Pupo
Kunstspringen 3 m
- Jeinkler Aguirre
Turmspringen 10 m
- José Antonio Guerra
Turmspringen 10 m
- Erick Fornaris, José Antonio Guerra
Synchronspringen 10 m